# Drengene fra Vollsmose
Drengene fra Vollsmose er en dansk dokumentarfilm fra 2002 med instruktion og manuskript af Jørgen Flindt Pedersen og Anders Riis-Hansen.

## Handling
Via mediernes reportager om bandekriminalitet lærte Danmark i slutningen af 90'erne Odense-bydelen Vollsmose at kende som en ghetto med uoverstigelige problemer, ikke mindst blandt de unge mænd med arabisk baggrund. Men hvem er de egentlig? Gennem et år følger filmen de to unge palæstinensere, Amer og Mohammed, fra Humlehaveskolen i Vollsmose og deres inspektør Olav. Han åbner sin skole for alle - også de vanskeligste drenge - og tror mere på kærlighed og tilgivelse end på hævn og straf. Seerne følger hans og drengenes kamp. Deres sejre og nederlag. Forbrydelser og forelskelser. Og lærer de personer at kende, som seerne ellers kun kender som klichéer fra utallige nyhedsindslag.